# Eberhard Witt
Eberhard Witt (* 14. März 1945 in Stralsund) ist ein deutscher Journalist, Regisseur und Intendant.
Nach der Schulzeit in Baden-Baden und Hamburg absolvierte Witt eine journalistische Ausbildung bei den „Harburger Anzeigen und Nachrichten“. 1974 wurde er als künstlerischen Leiter des Kleinen Hauses am Hamburger Thalia Theater verpflichtet. 1980 folgte er Boy Gobert, der Intendant der Staatlichen Schauspielbühnen Berlin wurde, nach Berlin und wurde dort dessen künstlerischer Direktor.
Im Jahr 1986 wechselte er mit Gobert und Ernst Wendt an das Theater in der Josefstadt nach Wien. Nach Goberts plötzlichem Tod im gleichen Jahr ging Witt als künstlerischer Direktor an die Vereinigten Bühnen Wien. Im April 1988 wurde er Intendant des Niedersächsischen Staatsschauspiels in Hannover. Von 1993 bis 2001 war er Intendant des Bayerischen Staatsschauspiels in München.